# Олівер Фелпс
Олівер Мартін Джон Фелпс (англ. Oliver Martyn John Phelps; нар. 25 лютого 1986, Бірмінгем, Велика Британія) — британський актор. Популярність акторові принесла роль Джорджа Візлі в екранізації книги «Гаррі Поттер». Має брата-близнюка Джеймса Фелпса.

## Біографія
Народився на 13 хвилин раніше брата-близнюка Джеймса Фелпса у сім'ї Мартіна та Сьюзен Фелпс. Талант акторської гри був помітний з дитинства. Грав у багатьох спектаклях у школі (Артура Террі). Про прослуховування на роль близнюків Фреда та Джорджа Візлі дізналися від матері. «Гаррі Поттером» вони захоплювалися з дитинства, тож із задоволенням поїхали та отримали свої ролі. Олівер зіграв Джорджа.
Крім «Гаррі Поттера», з'явився також у 3 сезоні серіалу «Пітер Кінгдом вас не покине». Нині закінчив роботу над завершальною частиною «Поттеріани».
2022 року після вторгнення Росії в Україну Олівер Фелпс виступив із підтримкою України. Актор придбав футболку «Руки геть від України» та закликав своїх підписників приєднатися до підтримки України. Кошти, отримані від продажу лімітованих футболок, будуть пожертвувані українцям, які постраждали внаслідок війни.

## Особисте життя
У 2015 році одружився з Кеті Хампейдж, з якою зустрічався з 2008 року. Пара одружилася 4 липня під час приватної церемонії у церкві St Mary's Priory. Наприкінці 2016 року в Олівера та Кеті народилася донька.

## Фільмографія
- 2001 — Гаррі Поттер і філософський камінь — Джордж Візлі
- 2002 — Гаррі Поттер і таємна кімната — Джордж Візлі
- 2004 — Гаррі Поттер і в'язень Азкабану — Джордж Візлі
- 2005 — Гаррі Поттер і Кубок вогню — Джордж Візлі
- 2007 — Гаррі Поттер і Орден Фенікса — Джордж Візлі
- 2009 — Пітер Кінгдом вас не покине — Фінлей Андерсон (Finlay Anderson)
- 2009 — Гаррі Поттер і Напівкровний Принц — Джордж Візлі
- 2010 — Гаррі Поттер і Смертельні реліквії: Частина 1 — Джордж Візлі
- 2011 — Гаррі Поттер і Смертельні реліквії: Частина 2 — Джордж Візлі
- 2013 — Ears — Mr. Ears
- 2013 — Гамлет — Розенкранц
- 2014 — Наш гірший ворог — констебль Стройд
- 2014 — Гоґвортс-експрес — Джордж Візлі
- 2015 — Король ботанів (англ.) — у ролі самого себе
- 2015 — Денні та людський зоопарк — Баррі Картер
- 2021 — Минулої ночі в Сохо — Бен
- 2022 — Повернення в Гоґвортс — у ролі самого себе